# كريستيان نوبوا
كريستيان فرناندو نوبوا تيو (بالإسبانية: Christian Fernando Noboa Tello)‏ (مواليد 9 أبريل 1985 في غواياكيل) لاعب كرة قدم إكوادوري دولي يجيد اللعب في خط الوسط . يلعب حاليا لصالح نادي روبين كازان الروسي منذ 2007 .

## روابط خارجية
- كريستيان نوبوا على موقع الاتحاد الدولي (مؤرشف)  (الإنجليزية)
- كريستيان نوبوا على موقع قاعدة بيانات كرة القدم.إي يو (الإنجليزية)
- كريستيان نوبوا على موقع ناشيونال فوتبول تيمز (الإنجليزية)
- كريستيان نوبوا على موقع Soccerway.com (الإنجليزية)
- كريستيان نوبوا على موقع عالم كرة القدم.نت (الإنجليزية)
- كريستيان نوبوا على موقع كووورة
- كريستيان نوبوا على موقع AS.com (الإسبانية)